# Base navale de Simon's Town
La Base navale Simon's Town (en anglais: Naval Base Simon's Town) est la plus grande base navale de la marine sud-africaine, située à Simon's Town, près du Cap. La base fournit des fonctions de soutien au Fleet Command de la marine sud-africaine. 

## Histoire
Un petit chantier naval a été créé pour la première fois à Simon's Town par la Compagnie néerlandaise des Indes orientales en 1743. II la été repris par la Royal Navy britannique dans les années 1790, et l'installation a été développée au cours du siècle et demi suivant. Deux beaux entrepôts en pierre datant des années 1740 se trouvent sur le front de mer construits par la Compagnie néerlandaise des Indes orientales, marquant l'emplacement initial du chantier naval. Immédiatement à côté se trouve le premier bâtiment de la Royal Navy sur le site: un mât, un hangar à bateaux et un voilier; datant de 1815, il sert aujourd'hui de musée naval sud-africain. 
Au cours des décennies suivantes, le site s'est développé progressivement, avec l'ajout d'installations de production de vapeur et de charbon au milieu du siècle. En 1885, le gouvernement de la Colonie du Cap transféra les actifs de la Simon's Bay Dock and Patent Slip Company à l' Amirauté britannique. À la fin du siècle, cependant, il est devenu clair que plus d'espace serait nécessaire pour répondre aux exigences d'une marine moderne. En 1898, un grand site est acquis à l'est du chantier d'origine pour une extension du chantier naval. Sir John Jackson and Co Ltd. est choisi pour effectuer le travail. 
La construction a commencé en 1900. Le nouveau port couvrait une superficie de onze hectares, avec un brise-lames de 914 m de longueur. Il contenait également une cale sèche de 240 m long et 29 m large, avec une usine à vapeur importante construite à côté. La cale sèche a été nommée Selborne Graving Dock (en), en l'honneur du comte de Selborne, le haut-commissaire du Cap. Les travaux sur le chantier naval de Simon's Town ont été achevés en 1910. 
La base navale a été cédée à l'Afrique du Sud en 1957 en vertu du Simonstown Agreement (en). 
Le chantier naval a été agrandi en 1975, une grande superficie de terrain a été récupérée et les murs du port ont été agrandis pour former un nouveau bassin de marée.

## Statut actuel
Depuis décembre 2015, c'est la base principale de la marine sud-africaine et le port d'attache des flottilles de frégates et de sous-marins. La base abrite également des installations d'entraînement pour les frégates et les sous-marins. En décembre 2015, la base navale de Durban dans le port de Durban a été redésignée en une base navale à part entière et un port d'attache de la flottille de patrouille offshore.

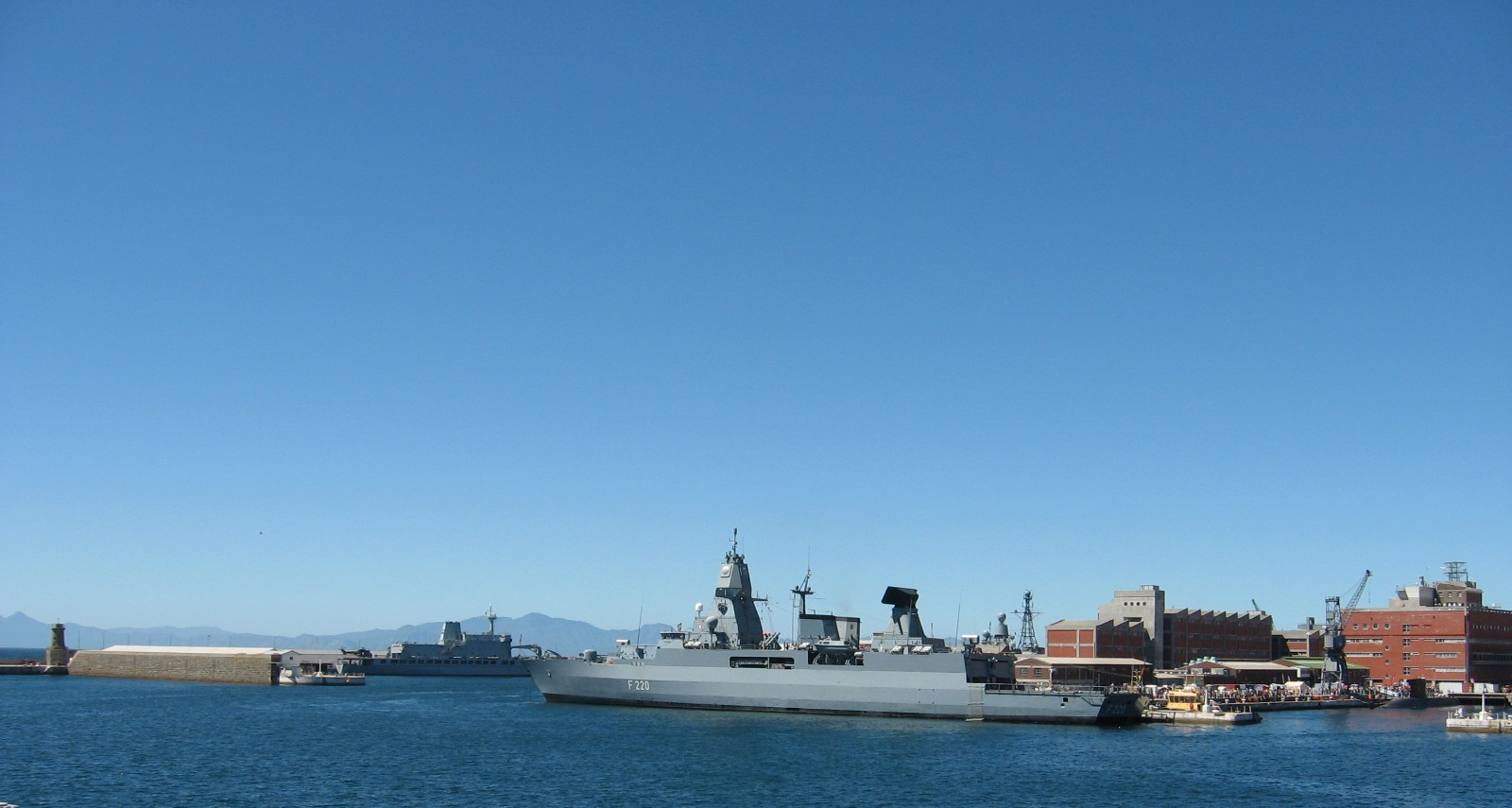
Base navale de Simon's Town depuis la mer.
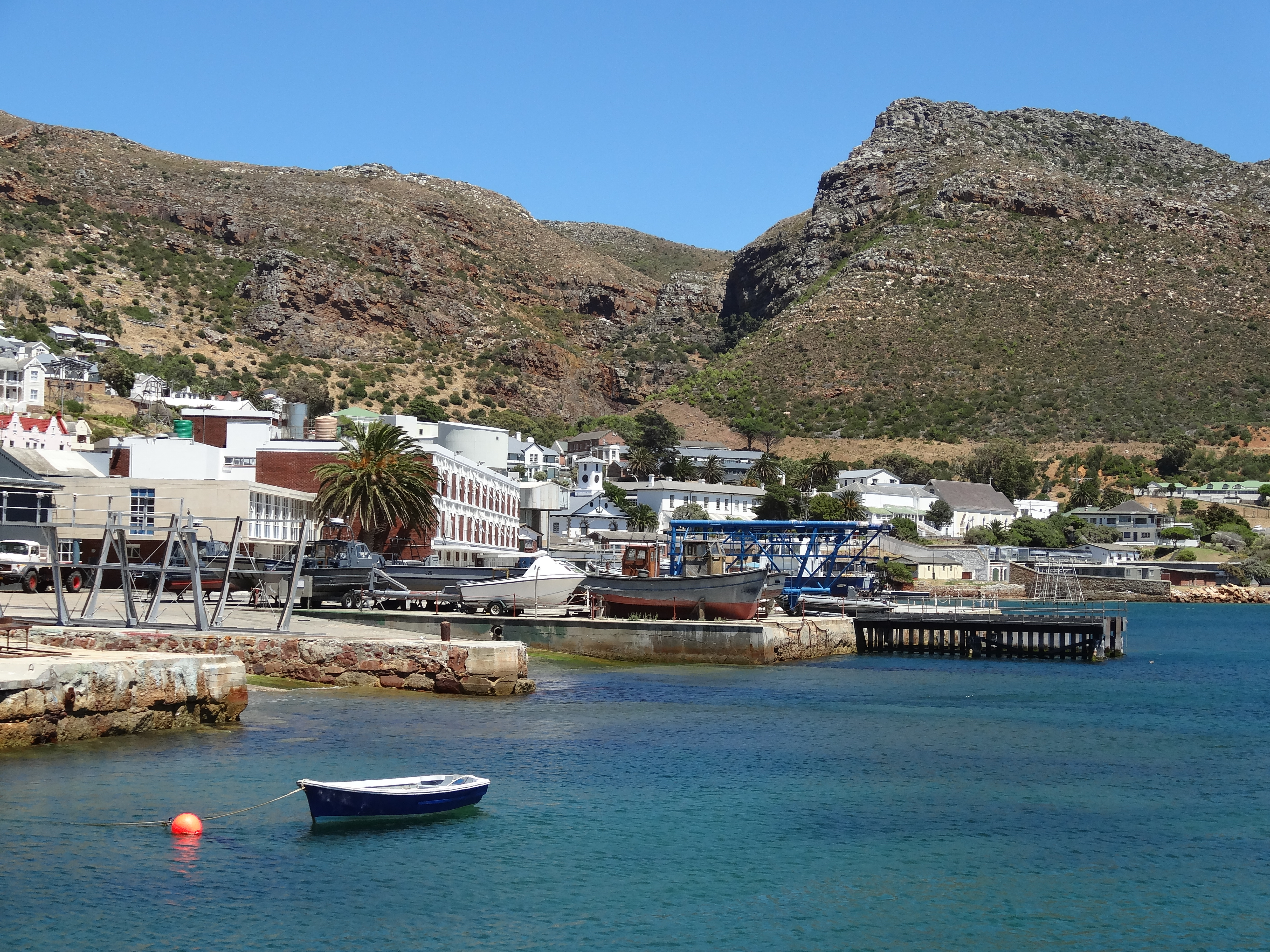
Site du chantier naval du XVIIIe siècle.
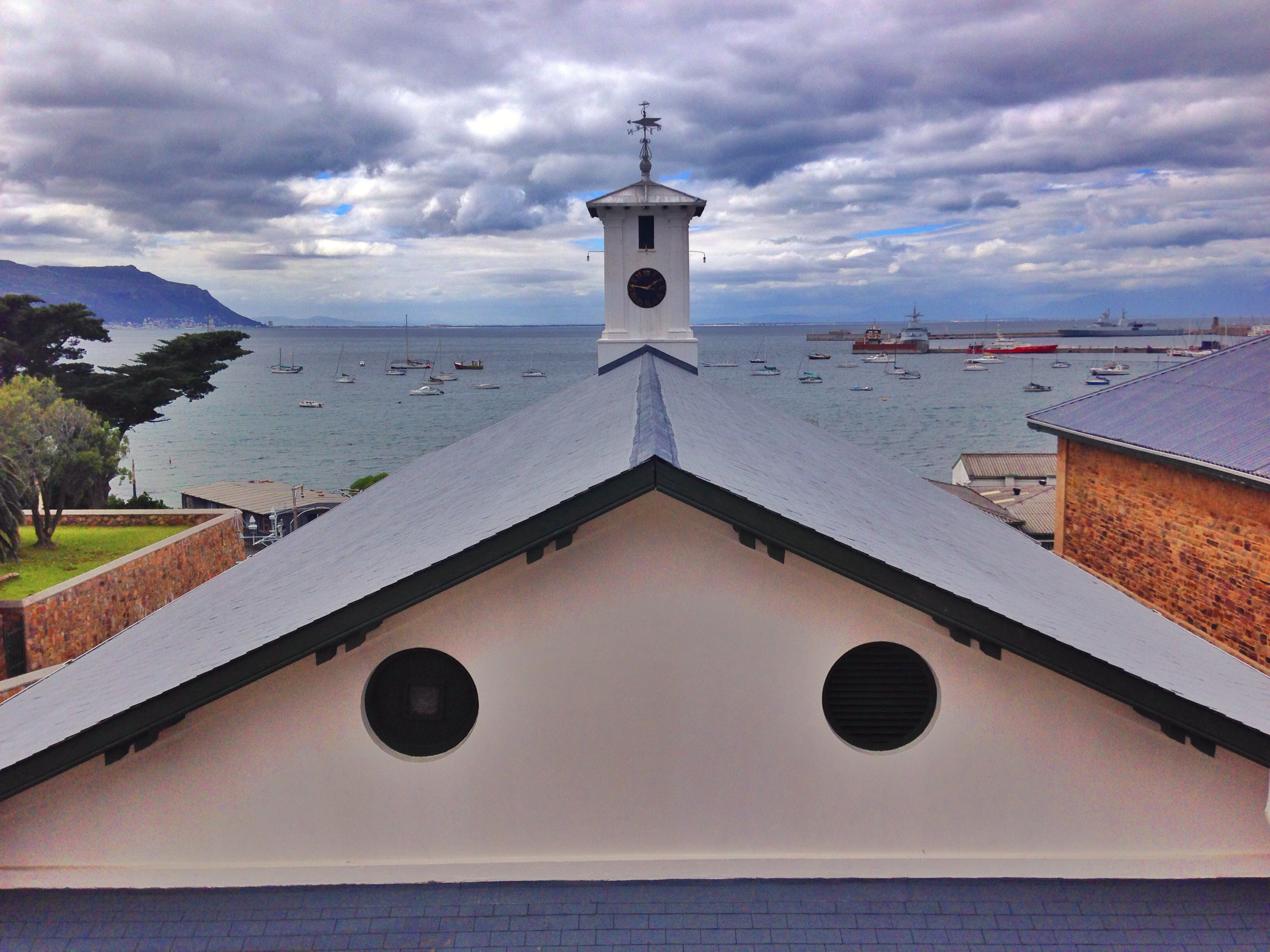
Mast House & Sail Loft, West Yard, 1815.
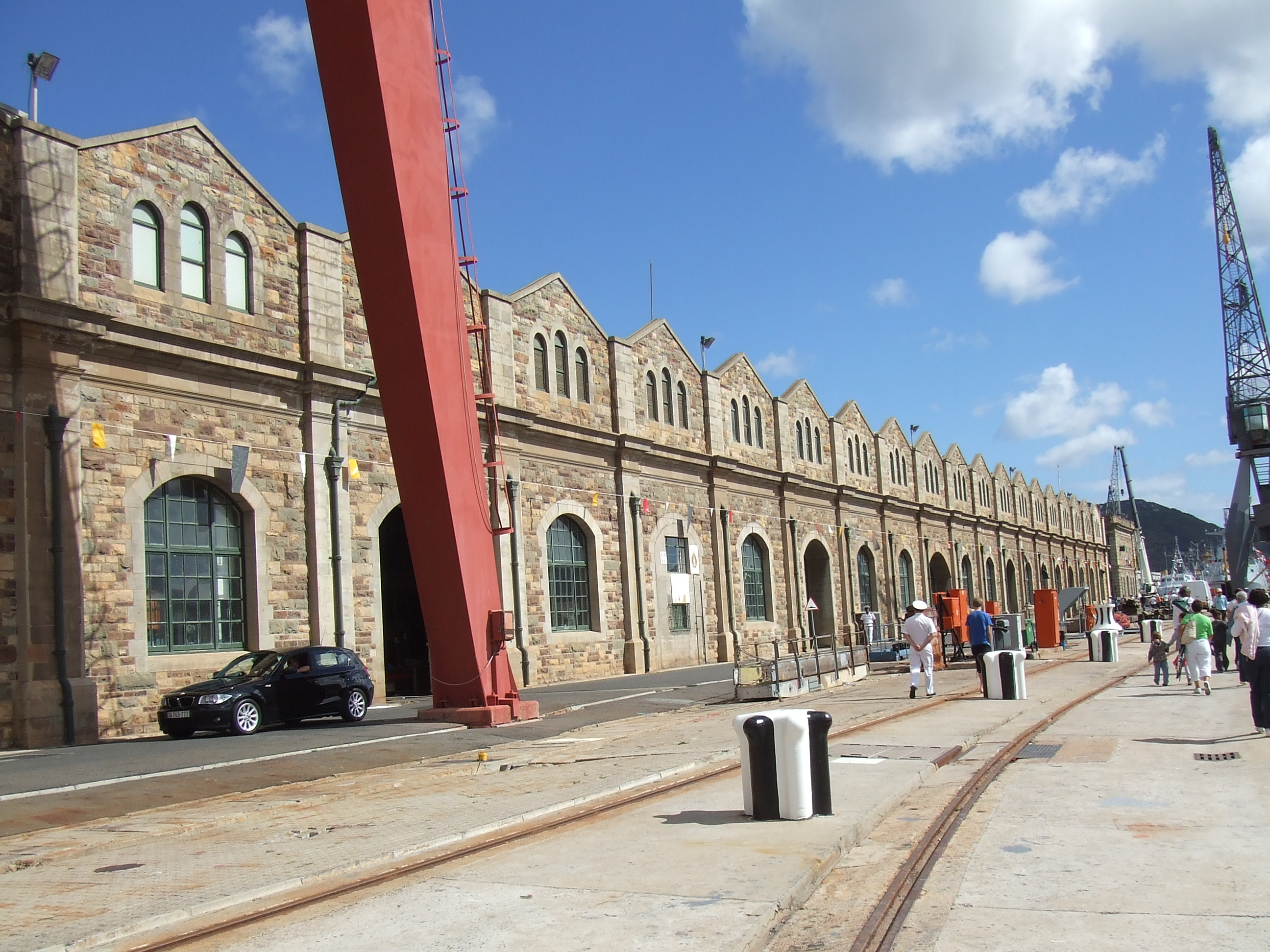
Usine principale, East Yard, achevée en 1910.
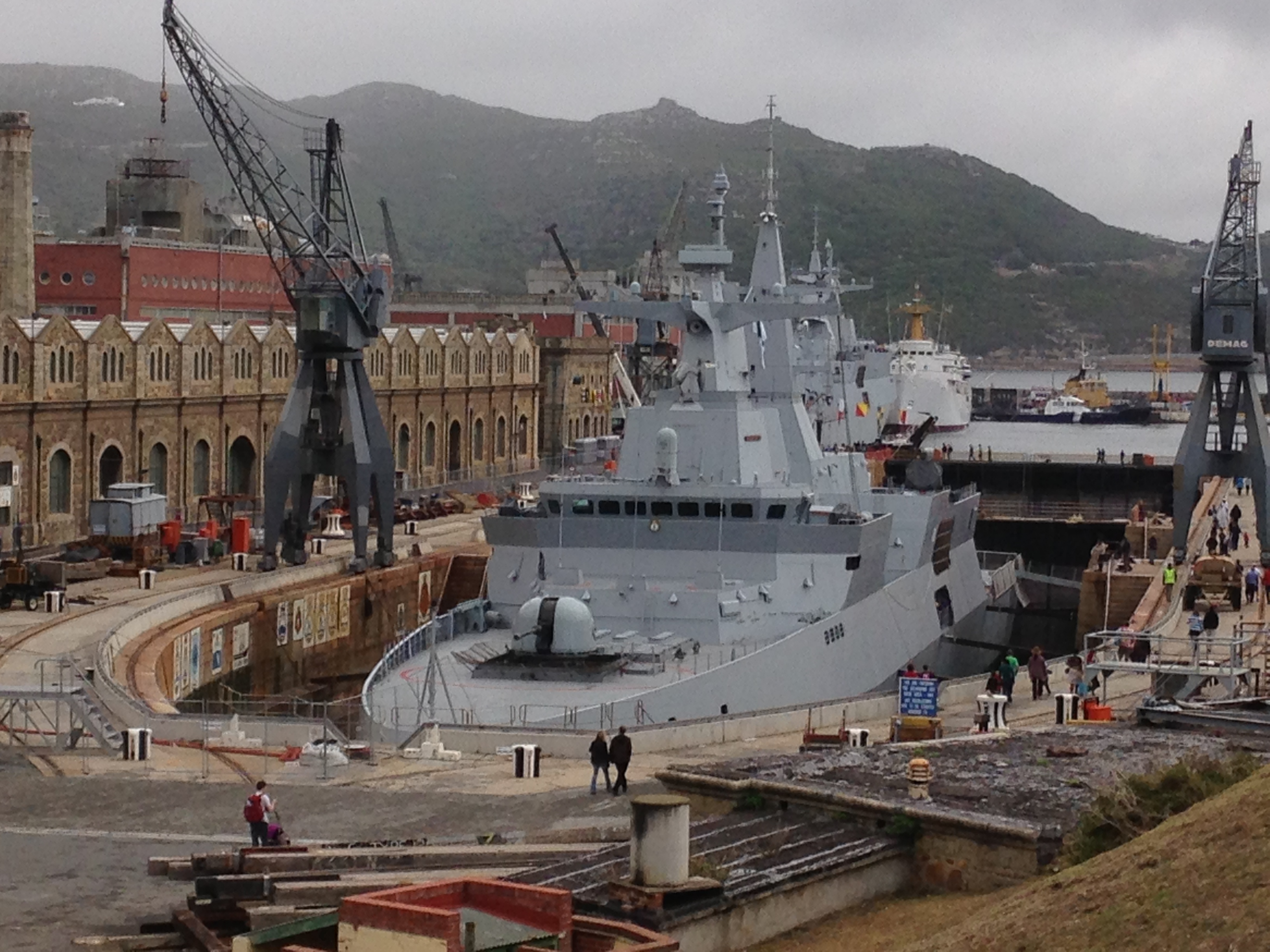
Selborne Graving Dock en service, 2013.
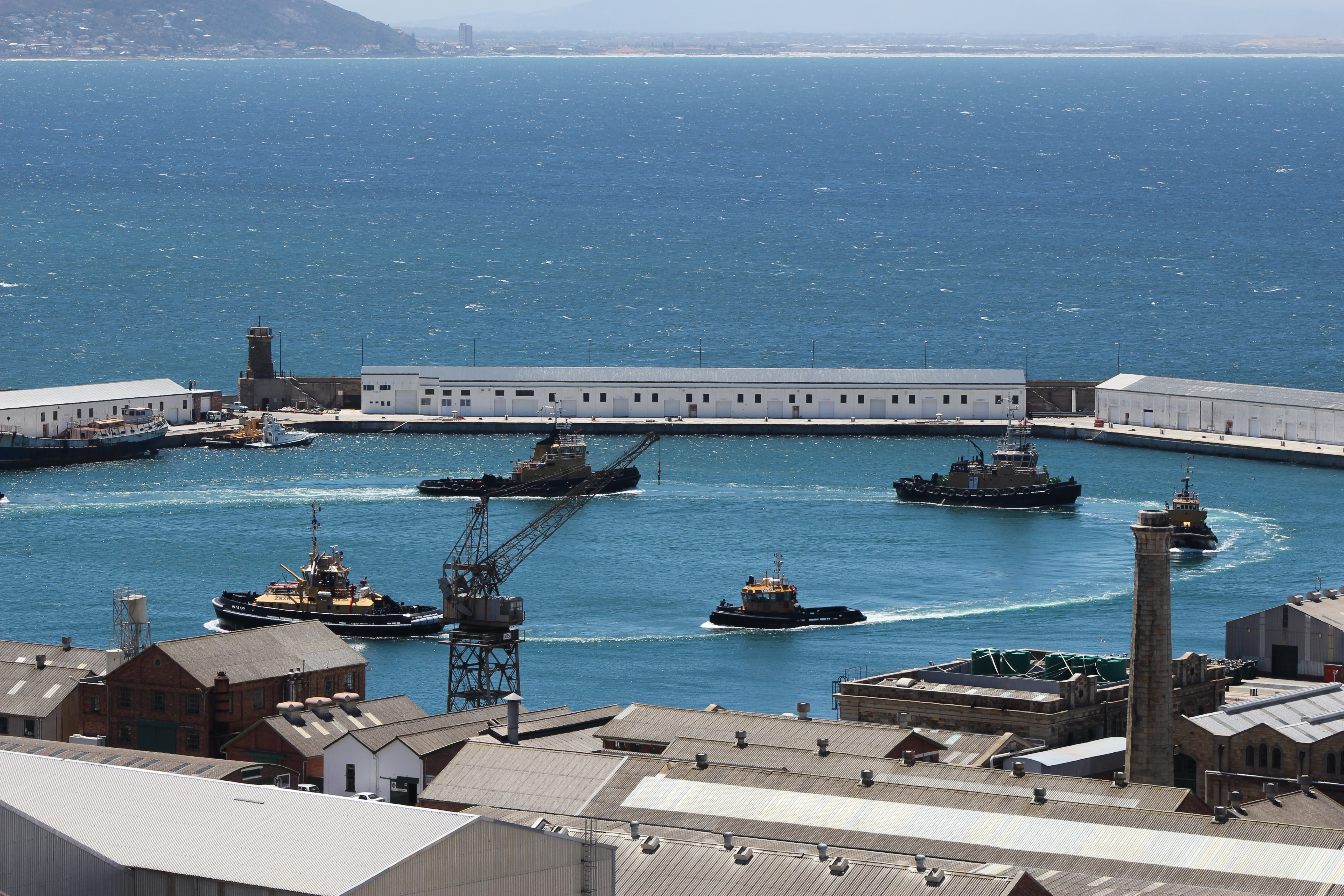
Des remorqueurs navals sud-africains accueillant un nouveau remorqueur en 2016.